# Братское сельское поселение (Крым)
Братское се́льское поселе́ние (укр. Братське сільське поселення, крымскотат. Yalan Tuş köy yurtu, Ялан Туш кой юрту) — муниципальное образование в составе Красноперекопского района Республики Крым России.

## География
Поселение расположено на юге района, в степном Крыму, в среднем течении реки Чатырлык, на юге выходя к Первомайскому району. Граничит на западе с Ильинским, на севере с Новопавловским и на востоке с Орловским сельскими поселениями.
Площадь поселения 60,89 км².
Основная транспортная магистраль — автодорога 35Н-302 35К-012 Черноморское — Воинка (по украинской классификации — С-0-10731).

## Население
| 2001  | 2014  | 2015  | 2016  | 2017  | 2018  | 2019  |
| ----- | ----- | ----- | ----- | ----- | ----- | ----- |
| 1913  | ↘1560 | ↗1563 | ↘1546 | ↘1523 | ↘1492 | ↘1490 |
| 2020  | 2021  |       |       |       |       |       |
| ↘1476 | ↗1701 |       |       |       |       |       |

## Состав сельского поселения
Поселение включает 3 населённых пункта:
| № | Населённый пункт | Тип населённого пункта | Население на 2014 год |
| - | ---------------- | ---------------------- | --------------------- |
| 1 | Братское         | село, центр            | ↘1005                 |
| 2 | Полтавское       | село                   | ↘413                  |
| 3 | Сватово          | село                   | ↘142                  |

## История
В 1967 году в Крымской области УССР в СССР был образован Братский сельский совет и на 1968 год включал 8 населённых пунктов:

| - Берёзовка - Братское - Долинка - Новониколаевка | - Новопавловка - Полтавское - Привольное - Сватово |

В 1971 году создан Орловский сельсовет, куда отошла Новониколаевка, в 1975 году образован Новопавловский сельсовет, в который, кроме Новопавловки вошли Берёзовка, Долинка и Привольное и совет обрёл современный состав.
С 12 февраля 1991 года сельсовет в восстановленной Крымской АССР, 26 февраля 1992 года переименованной в Автономную Республику Крым. По Всеукраинской переписи 2001 года население совета составило 1913 человек. С 21 марта 2014 года в составе Крыма аннексировано Россией. Законом «Об установлении границ муниципальных образований и статусе муниципальных образований в Республике Крым» от 4 июня 2014 года территория административной единицы была объявлена муниципальным образованием со статусом сельского поселения.